# Antonio Fernández Benítez
Antonio Fernández Benítez, conocido como Antonio Benítez (Alicante, 5 de abril de 1942-Málaga, 22 de enero de 2022) fue un jugador y entrenador de fútbol español.

## Biografía
Afincado en Málaga desde sus primeros años de vida, dedicó prácticamente toda su trayectoria deportiva a defender los colores del Málaga, primero como jugador, más tarde como entrenador y posteriormente desde los despachos.

## Como jugador
Fue jugador del Málaga Juvenil, Club Atlético Malagueño -filial del Málaga- (1960-1964) y del Club Deportivo Málaga (1964-1976). Su último encuentro con los blanquiazules fue un partido-homenaje (agosto de 1976, Málaga-8 FAR de Rabat-0). Ha sido el único jugador que ha pertenecido al Málaga desde juveniles hasta su retirada como futbolista. Con el equipo blanquiazul disputó un total de 109 partidos en Primera División.
| Club         | País   | Año       |
| ------------ | ------ | --------- |
| CA Malagueño | España | 1960-1964 |
| CD Málaga    | España | 1964-1976 |

## Como entrenador
En 1976 se hizo cargo del Club Atlético Malagueño, ascendiéndolo de Regional Preferente a Tercera División. Ocupó dicho cargo hasta que en la temporada 1979-80 fue llamado por el entonces entrenador del Club Deportivo Málaga, Viberti, para el cuadro técnico del primer equipo. En 1980-81 ocupó el puesto de segundo entrenador con Ben Barek en el banquillo. Por fin, en la temporada 1981-82 se hizo cargo del equipo malaguista, ascendiéndolo de 2ª División a 1ª (en dicha temporada se dieron victorias tan históricas como 8-0 al Deportivo de La Coruña, 5-0 al Rayo Vallecano y 5-1 al Recreativo de Huelva).
En la temporada 1983-84 se ganó bajo su dirección al Real Madrid (6-2) y al Atlético de Madrid (5-1). Ocupó el puesto hasta su dimisión en 1985 (último partido Real Murcia-1 Málaga-2) aunque los malos resultados obtenidos por el club bajo la dirección de D'Acorsso y Fuentes hicieron que volviera al banquillo en el último tramo de esa misma temporada. Completó con el Club Deportivo Málaga la temporada 1986-87 para entrenar al Real Murcia la temporada 1987-88.
A mitad de la campaña 1988-89 fue nuevamente llamado por el equipo malaguista, en puestos de descenso a 2ª división, logrando salvarlo. En la 1989-90 siguió entrenando a los malacitanos en la división de honor del fútbol español, terminada con un descenso a 2ª en una promoción contra el Español de Barcelona que tuvo que decidirse en la tanda de penaltis.
En 1994 fue el primer entrenador que el Málaga Club de Fútbol tuvo bajo dicha denominación. Aquel año, en 3ª división, se dieron goleadas como el 14-0 al Garrucha de Almería, o 9-0 al Real de Melilla, consiguiendo el ascenso a 2ªB. En enero de 1996 dejó su puesto, desvinculándose del club, al que volvería en 1999 para ocupar diferentes cargos en el organigrama del Málaga Club de Fútbol.
El 12 de agosto de 2013 recibió el honor de que la puerta hasta entonces conocida como puerta de acceso "0" del estadio de La Rosaleda pasara a poseer su nombre.
En total disputó 172 partidos como entrenador en 1ª división: 158 con el CD Málaga y 14 con el Real Murcia. Además de haber entrenado en otras divisiones inferiores al CD Málaga-Málaga CF.
| Club         | País   | Año       |
| ------------ | ------ | --------- |
| CA Malagueño | España | 1976-1979 |
| CD Málaga    | España | 1981-1985 |
| CD Málaga    | España | 1986-1987 |
| Real Murcia  | España | 1987-1988 |
| CD Málaga    | España | 1988-1990 |
| Málaga CF    | España | 1994-1996 |